# 波蘭-捷克斯洛伐克邦聯

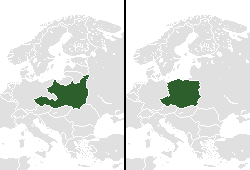
波蘭和捷克斯洛伐克兩國領土合併的地圖。左側是戰間期國境，右側是二戰後國境

波蘭-捷克斯洛伐克邦联（波蘭語：Konfederacja polsko-czechosłowacka），又稱波蘭-捷克斯洛伐克聯邦（Federacja polsko-czechosłowacka），是第二次世界大戰期間，波蘭流亡政府提出的一個構想。構想內容是在中歐（或東歐）建立一個類似英國或美國的聯邦國家，以對抗戰後蘇聯的威脅。但捷克斯洛伐克流亡政府對此並不熱衷，且比起波蘭更傾向依靠蘇聯。加上當時蘇聯領導人斯大林不樂見在東歐蘇聯勢力範圍出現一個強力的獨立勢力，這一構想並未實現。